# Bollnäs GIF
Bollnäs GIF/FF ist ein schwedischer Fußballverein aus Bollnäs. Die Mannschaft spielte zeitweise in der zweithöchsten Spielklasse. Der bei der Aufteilung des Bollnäs GIF in seine einzelnen Abteilungen entstandene Bandyverein Bollnäs GoIF/BF gewann einmal den Ljusdal World Cup.

## Geschichte
1895 gründete sich der Bollnäs Gymnastik- och Idrottsförening, der anfangs neben Bandy und Fußball auch Skilanglauf und Skispringen anbot. Lange Zeit blieben die einzelnen Abteilungen unter dem Dach eines Sportvereins, ehe sie sich jeweils selbstständig machten. Heute gibt es noch jeweils Untervereine für Bandy respektive Fußball.

### Fußball
Die Fußballmannschaft von Bollnäs GIF spielte bei Einführung der Ligapyramide Ende der 1920er Jahre zunächst unterklassig. 1934 gewann der Klub mit drei Punkten Vorsprung auf Skärgårdens IF seine Drittligastaffel und stieg in die zweite Liga auf. Hier spielte die Mannschaft gegen den direkten Wiederabstieg, den sie auf dem letzten Nicht-Abstiegsplatz vor IF Rune und IFK Grängesberg verhinderte. Auch die folgenden Jahre waren vom Abstiegskampf geprägt, mehrfach rettete der bessere Torquotient gegenüber der Konkurrenz vor dem Gang in die Drittklassigkeit. In der Spielzeit 1938/39 holte der Klub lediglich zehn Saisonpunkte, so dass er fünf Punkte Rückstand auf den von Enköpings SK belegten letzten Nicht-Abstiegsplatz aufwies und nach fünf Spielzeiten in die dritte Spielklasse abstieg.
In der dritten Liga spielten die Fußballer von Bollnäs GIF nach dem Abstieg im mittleren Tabellenbereich, gerieten aber alsbald auch hier in Abstiegsgefahr. 1943 beendete der Klub die Spielzeit nach nur vier Saisonsiegen auf einem Abstiegsplatz. Nach dem sofortigen Wiederaufstieg hielt sich der Verein nur kurzzeitig auf dem dritten Spielniveau. Nach einer kurzen Stippvisite in der Spielzeit 1956/57 kehrte der Klub erst 1961 in die dritte Liga zurück. Als Tabellendritter hinter Söderhamns IF und Kubikenborgs IF verpasste die Mannschaft knapp den Durchmarsch in die zweite Liga, ehe in der anschließenden Spielzeit als Staffelsieger der Aufstieg gelang.
In der Zweitliga-Spielzeit 1963 war Bollnäs GIF chancenlos und stieg als Tabellenvorletzter gemeinsam mit Gimonäs CK und Norsjö IF direkt wieder ab. In der dritten Liga schwankte der Klub in den folgenden Spielzeiten zwischen vorderem und hinterem Ligabereich hielt sich jedoch bis Ende des Jahrzehnts in der Liga. 1970 stieg der Klub in die vierte Liga ab, wo er zunächst eine Spielzeit im Abstiegskampf stand, ehe er anschließend um die Rückkehr in die Drittklassigkeit spielte. Mehrfach verpasste der Klub als Tabellenzweiter nur knapp den Wiederaufstieg. Am Ende der Spielzeit 1977 stand der Staffelsieg, die Mannschaft stieg jedoch direkt wieder ab und rutschte 1981 in die Fünftklassigkeit.
1990 kehrte Bollnäs in die vierte Liga zurück, wo sich die Mannschaft auf Anhieb im vorderen Ligabereich etablierte. 1992 gewann sie ihre Staffel, verpasste aber in der dritten Liga den Klassenerhalt. 1996 für eine Spielzeit wieder fünftklassig, etablierte sich der Klub Ende der 1990er Jahre auf dem vierten Spielniveau. 2001 stieg der Klub erneut ab, schaffte aber 2004 die Rückkehr. Im Folgejahr Opfer einer Ligareform, die zum direkten Wiederabstieg führte, stürzte der Klub drei Jahre später in die Sechstklassigkeit ab.

### Bandy
1906 entstand bei Bollnäs GIF eine Bandyabteilung, regelmäßiger Spielbetrieb wurde jedoch erst in den 1920er Jahren aufgenommen. Anschließend dominierte die Mannschaft die Regionalmeisterschaften, ehe sie 1931 in die höchste nationale Liga aufstieg.
In den 1950er Jahren gehörte die Bandymannschaft des Bollnäs GIF zur nationalen Elite. 1951 und 1956 gewann die Mannschaft jeweils den schwedischen Meistertitel, wobei sie zudem mehrfach nur knapp das Endspiel verpasste. Als langjähriger Erstligist nahm der Kub mehrfach am Ljusdal World Cup teil. 2005 gewann der Klub erstmals den Wettbewerb, als im Endspiel der nationale Konkurrent Edsbyns IF geschlagen wurde.